# پلینیا

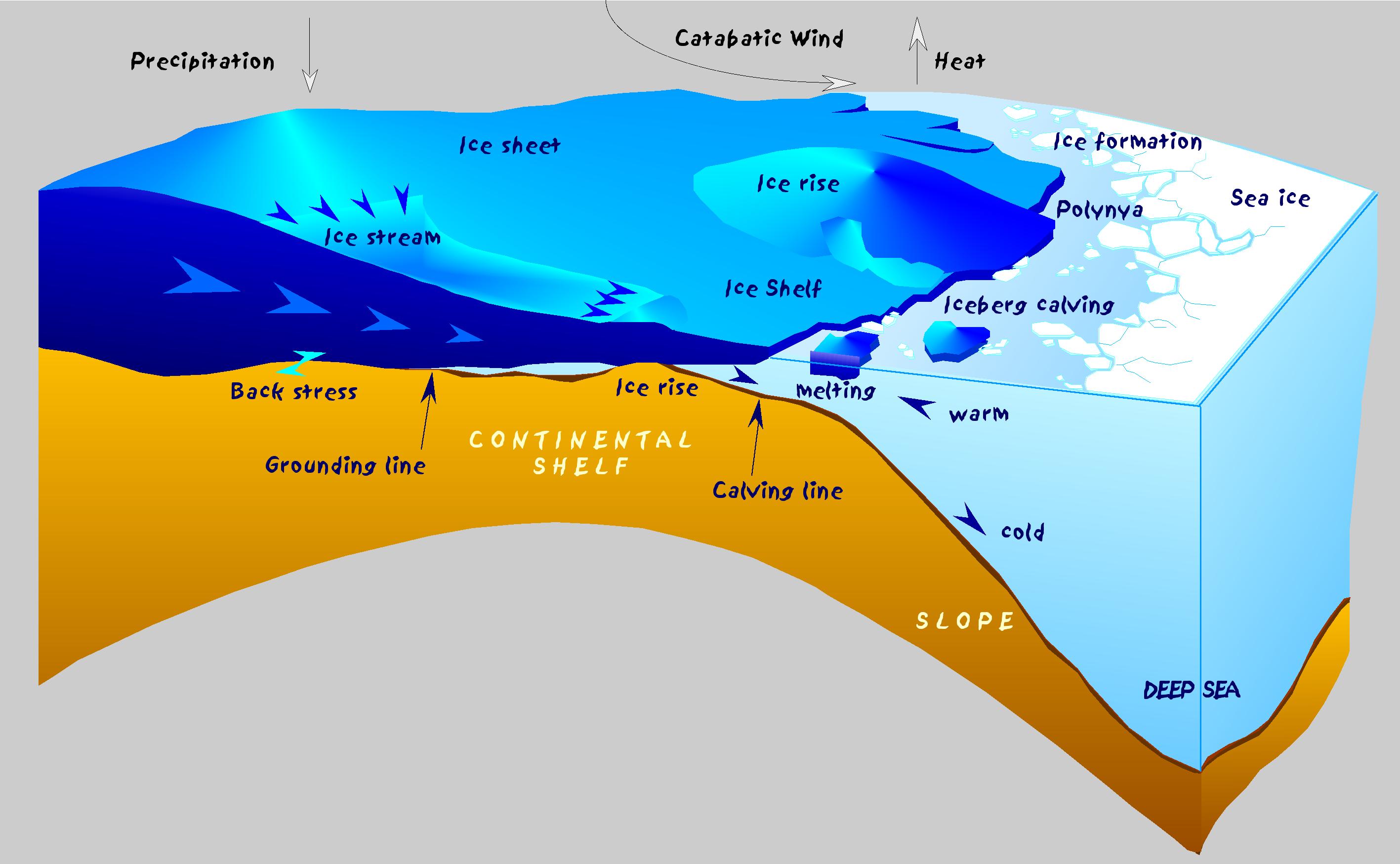
پلینیاهای ساحلی در قطب جنوب توسط بادهای پایین‌رو بوجود می‌آید

پُلینیا منطقه‌ای از یک پهنه آبی است که سطح باز و یخ‌نزده دارد و توسط دریایخ احاطه شده‌است.
دو نوع اصلی پلینیا وجود دارد: پلینیا ساحلی که در طول سال در نزدیکی سواحل قطب جنوب و قطب شمال یافت می‌شوند و عمدتاً توسط بادهای شدیدی که یخ‌ها را از ساحل دور می‌کنند به وجود می‌آیند، و پلینیا میان دریا یا پلینیا لجه نوع دیگر هستند که به صورتی ایجاد می‌شوند که ممکن است به‌طور پراکنده تری در وسط یخ‌تود در مکان‌های خاصی به ویژه در اطراف قطب جنوب یافت شوند. این مکان‌ها عموماً توسط دینامیک‌های اقیانوسی خاصی مقدمه‌سازی شده‌اند.
ریشه کلمه پلینیا از زبان روسی است.